# Бешкент (футбольний клуб)
Футбольний клуб «Бешкент» (Бешкент) або просто «Бешкент» — радянський узбецький футбольний клуб з міста Бешкент Кашкадар'їнської області.

## Історія
Футбольний клуб «Бешкент» було засновано в 1978 році в однойменному місті. В 1982 році команда перемогла в Кубку Узбецької РСР серед колективів фізичної культури. Найкращим результатом у радянських чемпіонатах стало 14-те місце, яке команда завоювала в сезоні 1984 року в 7-ій зоні Другої ліги Чемпіонату СРСР з футболу. Цим же роком датується і остання згадка про клуб.

## Досягнення
- Кубок Узбецької РСР з футболу серед колективів фізичної культури
  -  Володар (1): 1982

## Відомі гравці
- Анатолій Напреєв